# Dmîtrivka, Komsomolsk
Dmîtrivka (în ucraineană Дмитрівка) este localitatea de reședință a comunei Dmîtrivka din orașul regional Komsomolsk, regiunea Poltava, Ucraina.

## Demografie
Componența lingvistică a localității Dmîtrivka
     Ucraineană (89,81%)
     Rusă (9,95%)
     Alte limbi (0,24%)
Conform recensământului din 2001, majoritatea populației localității Dmîtrivka era vorbitoare de ucraineană (89,81%), existând în minoritate și vorbitori de rusă (9,95%).